# Душан Божић
Душан Божић (19. јун 1989) је српски уметник и илустратор познат по својим 3Д сликама стара словенске вере и митологије. Завршио је Високу техничку школу струковних студија у Новом Саду.
Велики број његових илустрација и стрипова објављен је у часопису Велес онлајн магазину посвећеном култури словенских народа.

## Илустрована дела[6]
- До пакла и назад (2018)
- Принцеза и змај - бајке по мотивима из старословенске митологије (2018)
- Ла бибиа а фумети